# العلاقات الإماراتية الليتوانية
العلاقات الإماراتية الليتوانية هي العلاقات الثنائية التي تجمع بين الإمارات العربية المتحدة وليتوانيا.

## مقارنة بين البلدين
هذه مقارنة عامة ومرجعية للدولتين:
| وجه المقارنة                                              | الإمارات العربية المتحدة | ليتوانيا                                                    |
| --------------------------------------------------------- | ------------------------ | ----------------------------------------------------------- |
| المساحة (كم2)                                             | 83.60 ألف                | 65.30 ألف                                                   |
| عدد السكان (نسمة)                                         | 9.40 مليون               | 2.79 مليون                                                  |
| الكثافة السكانية (ن./كم²)                                 | 112.44                   | 42.73                                                       |
| العاصمة                                                   | أبو ظبي                  | فيلنيوس، كاوناس                                             |
| اللغة الرسمية                                             | اللغة العربية            | اللغة الليتوانية                                            |
| العملة                                                    | درهم إماراتي             | ليتاس ليتواني، يورو                                         |
| الناتج المحلي الإجمالي (بليون دولار)                      | 382.58 مليار             | 47.17 مليار                                                 |
| الناتج المحلي الإجمالي (تعادل القوة الشرائية) بليون دولار | 640.72 مليار             | 84.06 مليار                                                 |
| الناتج المحلي الإجمالي الاسمي للفرد دولار أمريكي          | 40.44 ألف                | 14.15 ألف                                                   |
| الناتج المحلي الإجمالي للفرد دولار أمريكي                 | 67.67 ألف                | 27.69 ألف                                                   |
| مؤشر التنمية البشرية                                      | 0.835                    | 0.839                                                       |
| رمز المكالمات الدولي                                      | +971                     | +370                                                        |
| رمز الإنترنت                                              | .ae، .امارات             | .lt                                                         |
| المنطقة الزمنية                                           | ت ع م+04:00              | ت ع م+02:00، ت ع م+03:00، أوروبا/فيلنيوس ‏، توقيت شرق أوروبا |

## منظمات دولية مشتركة
يشترك البلدان في عضوية مجموعة من المنظمات الدولية، منها:
| علم المنظمة | اسم المنظمة                               | تاريخ انضمام الإمارات العربية المتحدة | تاريخ انضمام ليتوانيا |
| ----------- | ----------------------------------------- | ------------------------------------- | --------------------- |
|             | مؤسسة التنمية الدولية                     | 23 ديسمبر 1981                        | 23 سبتمبر 2011        |
|             | يونسكو                                    | 20 أبريل 1972                         | 7 أكتوبر 1991         |
|             | وكالة ضمان الاستثمار متعدد الأطراف        | 20 أكتوبر 1993                        | 8 يونيو 1993          |
|             | الأمم المتحدة                             | 9 ديسمبر 1971                         | 17 سبتمبر 1991        |
|             | الاتحاد البريدي العالمي                   | ?                                     | ?                     |
|             | البنك الدولي للإنشاء والتعمير             | 22 سبتمبر 1972                        | 6 يوليو 1992          |
|             | الاتحاد الدولي للاتصالات                  | 27 يونيو 1972                         | 1 يوليو 1923          |
|             | منظمة حظر الأسلحة الكيميائية              | ?                                     | ?                     |
|             | مؤسسة التمويل الدولية                     | 30 سبتمبر 1977                        | 15 يناير 1993         |
|             | المركز الدولي لتسوية المنازعات الاستشارية | 22 يناير 1982                         | 5 أغسطس 1992          |
|             | منظمة التجارة العالمية                    | ?                                     | ?                     |
|             | منظمة الشرطة الجنائية الدولية             | ?                                     | ?                     |

## وصلات خارجية
- موقع وزارة الخارجية الإماراتية
- موقع وزارة الخارجية الليتوانية